# روبوتيز: نوت
روبوتيز: نوت (باليابانية: ロボティクス・ノーツ، بالروماجي: Robotikusu nōtsu) (بالإنجليزية: Robotics;Notes)‏ هي رواية مرئية من تم تطويرها من قبل 5pb.، لأجهزة صدرت في 28 يونيو عام 2012 ويندوز ونينتندو سويتش ولاجهزة بلاي ستيشن 4. أقتبست إلى سلسلة مانغا من تأليف كينجي آراساوا،
نشرت من قبل ماغ غاردين في مجلة كوميك بلاد الشهرية ‏، منذ مارس عام 2012 حتى
سبتمبر عام 2014، تم تتجميع
فصول المانغا في 6 مجلدات تانكوبون. أنتجت إلى مسلسل أنمي تلفزيونيمن إخراج كازويا نومورا وإنتاج استوديو برودكشن آي جي على تلفزيون فوجي في نويتامينا، 12 أكتوبر عام 2012 واستمر 22 مارس عام 2013، وتكون 22 حلقات.

## القصة
تدور أحداث القصة عن كايتو ياشيو هو طالب في المدرسة الثانوية هولع بألعاب القتال، وهو عضو في نادي الروبوتات في مدرسته برفقة صديق طفولته أكيهو سينوميا. تحاول أكيهو بناء روبوت مستوحى من سلسلة الرسوم المتحركة غانفريل التي تحبها، وتستعين بكايتو لمساعدتها. ومع نقص الأعضاء في نادي الروبوتات واقتراب إغلاقه، ينطلق كايتو لمحاولة تجنيد المزيد من الأعضاء، وفي النهاية يضم للنادي المحترف في بطولات قتال الآليين سوبارو هيداكا، ولاعبة الكاراتيه جونا دايتوكو، والمبرمجة الشهيرة عالميًا فراو كوجيرو. ويبدآن معًا عملية بناء نسخة طبق الأصل للرجل الآلي.

## الشخصيات
كايتو ياشيو (باليابانية: 八汐 海翔، بالروماجي: Yashio Kaito)
أداء صوتي: ريوهيه كيمورا
أكيهو سينويما (باليابانية: 瀬乃宮 あき穂، بالروماجي: Senomiya Akiho)
أداء صوتي: يوشينو نانجو
سوبارو هيداكا / سيد بليديز (باليابانية: 日高 昴، بالروماجي: Hidaka Subaru) Mr. Pleiades (ミスター・プレアデス Misutā Pureadesu)
أداء صوتي: يوشيماسا هوسويا
فراو كوجيرو/ كونا فوروغوري
(باليابانية: 神代 フラウ، بالروماجي: Kōjiro Furau) (باليابانية: Kona Furugōri، بالروماجي: 古郡 こな)
أداء صوتي: كاوري نازوكا
جونا دايتوكو (باليابانية: 大徳 淳和، بالروماجي: Daitoku Junna)
أداء صوتي: سورا توكوي
آراي يوكيفوني أداء صوتي: 行舟 愛理 (اليابانية)، Yukifune Airi (العربية)
أداء صوتي: ريي كوغيميا
ميساكي سينوميا (باليابانية: 瀬乃宮 みさ希، بالروماجي: Senomiya Misaki)
أداء صوتي: كيكوكو إينوي
ميزوكا إيري (باليابانية: لا نص ياباني بالروماجي: 伊禮 瑞榎)
أداء صوتي: تاكاكو هوندا
ميتسوهيوكو ناغاسوكادا (باليابانية: 長深田 充彦، بالروماجي: Nagafukada Mitsuhiko)
أداء صوتي: يوجي أويدا
كاوروكو أوسي (باليابانية: 臼井 薫子، بالروماجي: Usui Kaoruko)
أداء صوتي: توشيكو ساوادا
تيتسوهارو فوجيتا (باليابانية: 藤田 鉄治، بالروماجي: Fujita Tetsuharu)
أداء صوتي: نوبواكي فوكودا
كو كيميجيما (باليابانية: 君島 コウ، بالروماجي: Kimijima Kō)
أداء صوتي: توشيوكي موريكاوا
كيتشيرو سينوميا (باليابانية: 瀬乃宮 健一郎، بالروماجي: Senomiya Ken'ichirō)
أداء صوتي: تاكيهيرو كوياما
سوميو ناغافوكادا (باليابانية: 長深田 澄夫، بالروماجي: Nagafukada Sumio)
أداء صوتي: تيتسو كاناو ‏
هيرومو هيداكا(باليابانية: لا نص ياباني بالروماجي: 日高 宏武)
أداء صوتي: هيرويوكي كينوشيتا
توشيوكي ساوادا (باليابانية: 澤田 敏行، بالروماجي: Sawada Toshiyuki)
أداء صوتي: شينيتشيرو ميكي
ناي تينوجي (باليابانية: 天王寺 綯، بالروماجي: Tennouji Nae)
أداء صوتي: أيانو ياماموتو

## وصلات خارجية
- الموقع الرسمي
- موقع الأنمي الرسمي باللغة اليابانية
- لا بيانات لهذه المقالة على ويكي بيانات تخص الفن